# Nationaal Park Oegra
Het Nationaal Park Oegra (Russisch: Национальный парк Угра) is gelegen in de oblast Kaloega en werd gecreëerd op 10 februari 1997. Het gebied is in totaal 986,245 km². Tevens werd het Nationaal Park en enkele andere gebieden eromheen door UNESCO uitgeroepen tot biosfeerreservaat in het jaar 2002. Het biosfeerreservaat heeft een totale oppervlakte van 1.538,32 km² (incl. bufferzone en overgangszone).

## Geschiedenis
De bossen in het Nationaal Park Oegra vormden een natuurlijke barrière voor de stad Moskou tussen de 12e en de 18e eeuw en diende om aanvallen van het Pools-Litouwse Gemenebest, Krim-Tataren en Kazan-Tataren af te weren. Bekend is de Confrontatie aan de Oegra van 1480. Samen met het nabijgelegen Nationaal Park Orlovskoje Polesje en Zapovednik Kaloezjskië Zaseki vormden de bossen een haast ondoordringbare barrière. De voorste barricade liep langs de rivier Oka en werd gevormd door het opwerpen van omgevallen bomen. Tussen twee barricades bevonden zich strikt beschermde bossen. Nadat de barricades hun functie verloren in de 18e eeuw, zijn veel van deze bossen gekapt. Sommige delen zijn echter goed bewaard gebleven en de kernzone van het Nationaal Park Oegra bevat zeer oude bomen die als oerbos kunnen worden gekarakteriseerd.

## Flora en fauna
Het gebied bestaat voor circa 63% uit gematigde en boreale bossen die liggen in het stroomdal van de rivieren Oegra, Zjizdra en Oka. De bossen bestaan vooral uit bestanden met grove den (Pinus sylvestris), ruwe berk (Betula pendula), fijnspar (Picea abies), zomereik (Quercus robur), winterlinde (Tilia cordata), Noorse esdoorn (Acer platanoides) en zachte berk (Betula pubescens). Er zijn in het Nationaal Park 1.146 vaatplanten vastgesteld, waaronder zeldzaamheden als het soldaatje (Orchis militaris), vrouwenschoentje (Cypripedium calceolus) en wit bosvogeltje (Cephalanthera longifolia).
Tot de zoogdieren in het Nationaal Park Oegra behoren de Russische desman (Desmana moschata). Ook zijn er in 2014 wisenten (Bison bonasus) in het gebied geherintroduceerd. Er leven bovendien zeldzame vogels als auerhoen (Tetrao urogallus), hazelhoen (Tetrastes bonasia), parelduiker (Gavia arctica), zwarte ooievaar (Ciconia nigra), bastaardarend (Clanga clanga), schreeuwarend (Clanga pomarina), keizerarend (Aquila heliaca), steenarend (Aquila chrysaetos) en middelste bonte specht (Dendrocopos medius), te midden van algemenere soorten als grauwe vliegenvanger (Muscicapa striata), zomertaling (Anas querquedula) en houtsnip (Scolopax rusticola).

## Afbeeldingen

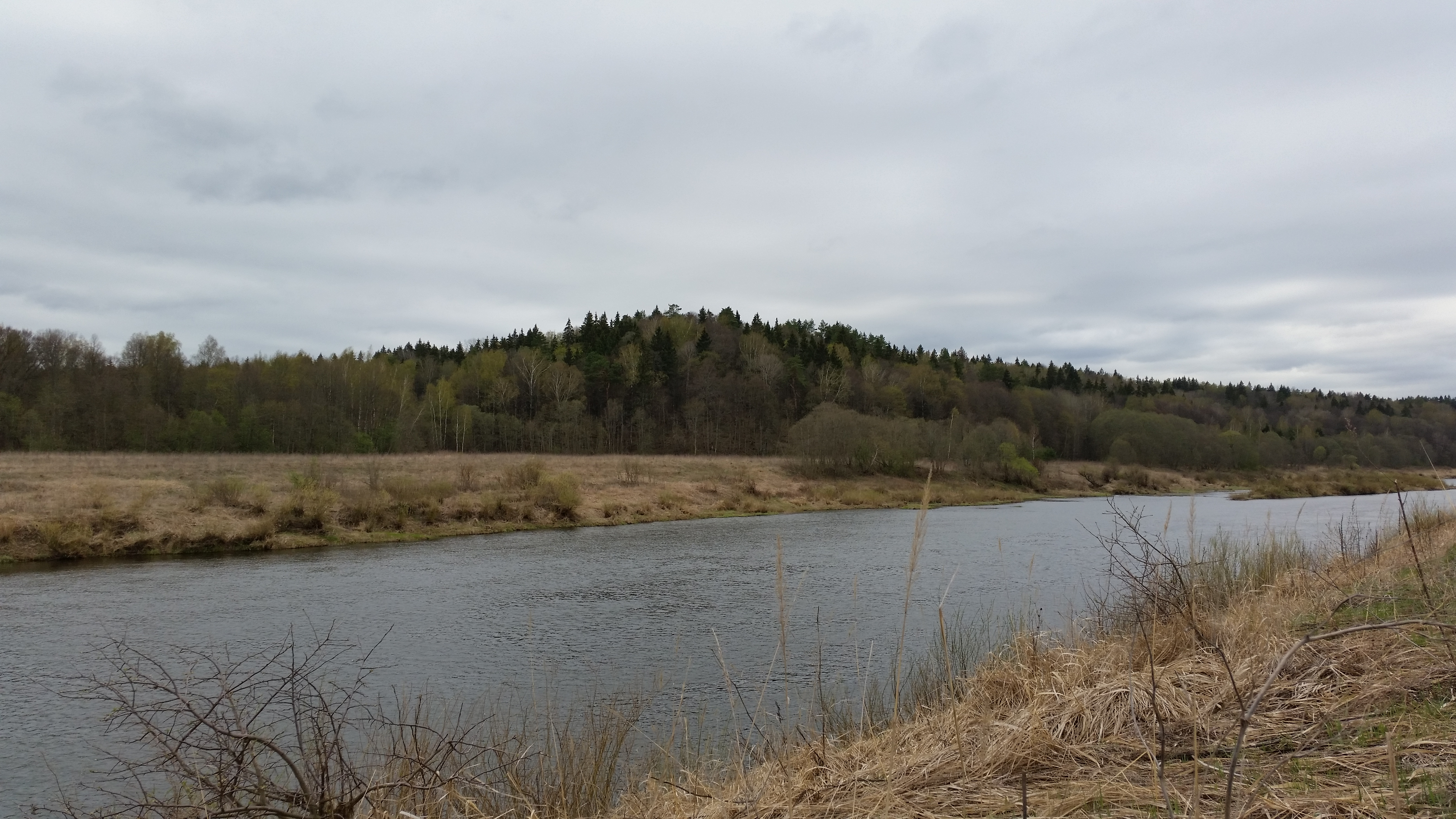
Rivierstroomdal in het Nationaal Park Oegra.
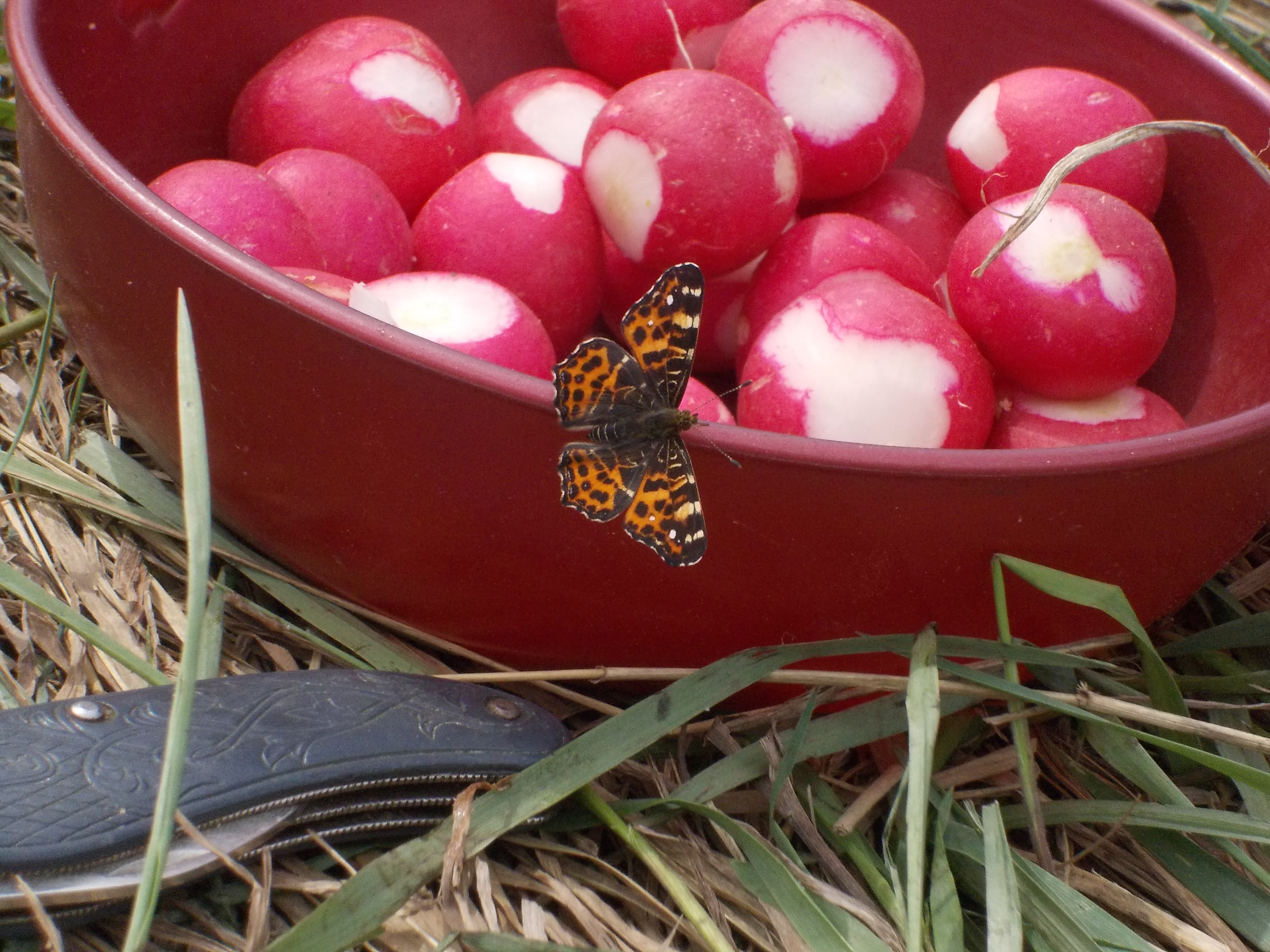
Landkaartje (Araschnia levana).
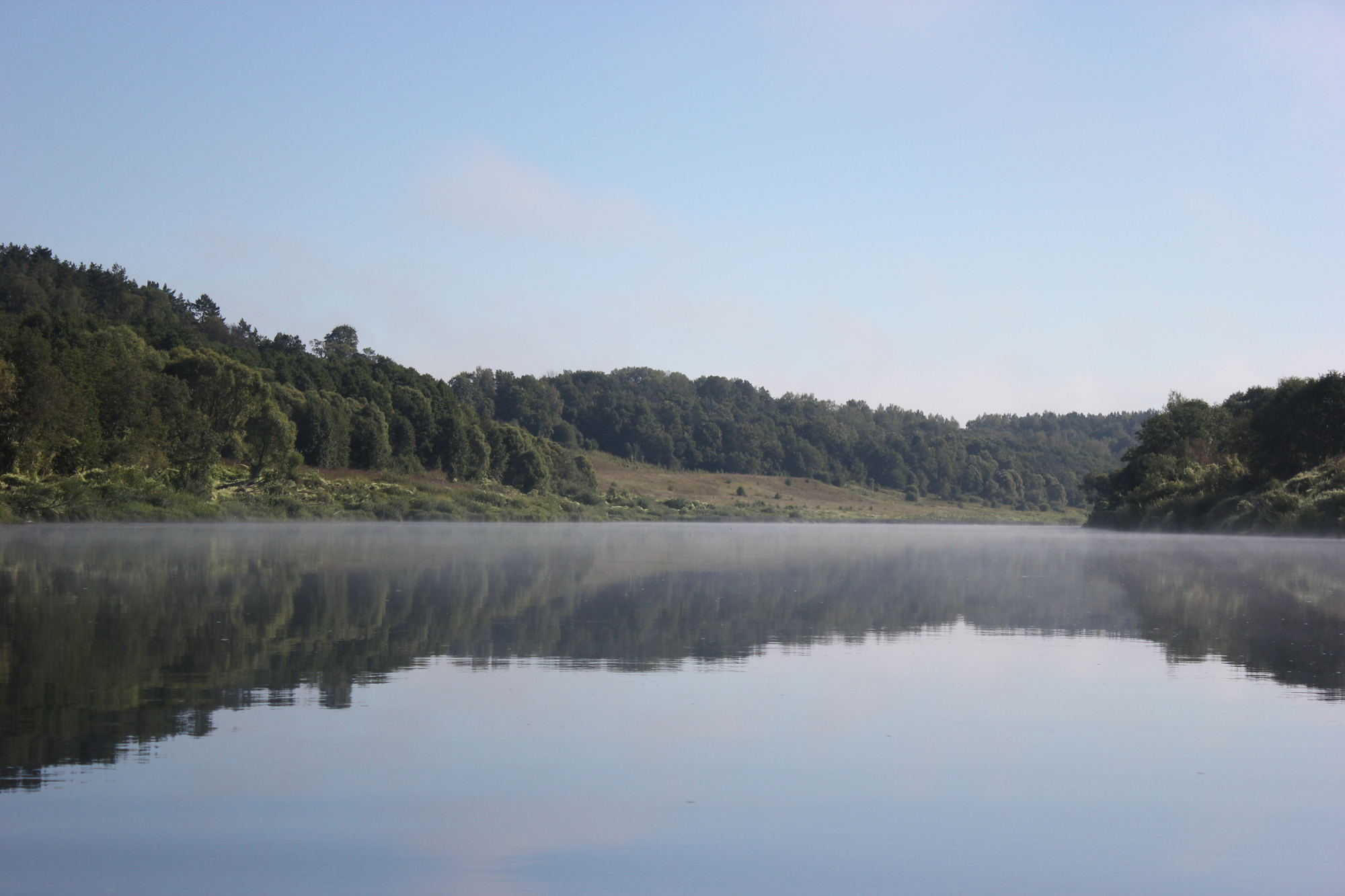
De rivier Oegra.